# Коваленко Володимир Петрович
Коваленко Володимир Петрович (*10 квітня 1954, Семенівка, Чернігівська область, УРСР — †24 жовтня 2016, Чернігів, Україна) — український археолог, кандидат історичних наук. Заслужений працівник освіти України.

## Біографія
Народився 10 квітня 1954 року в смт Семенівка Чернігівської області.
У 1976 році закінчив Чернігівський педагогічний інститут імені Т. Г. Шевченка.
Упродовж 1978–1986 років працював науковим співробітником, завідувачем відділу охорони та вивчення археологічних пам'яток Чернігівського історичного музею.
У 1983 році захистив кандидатську дисертацію «Походження літописних міст Чернігово-Сіверської землі» в Інституті археології АН УРСР.
З 1986 року старший викладач, доцент, завідувач кафедри історії СРСР і УРСР Чернігівського державного педагогічного інституту ім. Т. Г. Шевченка.
У 1988–1990 роках доцент кафедри історії СРСР і УРСР. З червня 1990 року — доцент кафедри історії та археології України.
Впродовж 1991–1993 років навчався в докторантурі Інституту археології НАН України.
У 1994–1999 рр. — завідувач кафедри археології та українознавства Чернігівського педагогічного інституту імені Т. Г. Шевченка.
З вересня 1999 року по жовтень 2011 року — завідувач кафедри історії та археології України Чернігівського національного педагогічного університету імені Т. Г. Шевченка, з листопада 2011 року — доцент цієї кафедри.
У 2009 році Указом Президента України «За вагомий особистий внесок у створення Національного історико-культурного заповідника «Гетьманська столиця» в м. Батурин, соціально-економічний розвиток Чернігівської області, збереження історичної спадщини Українського народу» був нагороджений  орденом «За заслуги» ІІІ ступеня.
Помер 24 жовтня 2016 року в Чернігові на 63 році життя.

## Життєве кредо
|                   | Не тільки бігти по десяти доріжкам одночасно, але й обов'язково бути на них першим! |
| — В. П. Коваленко |                                                                                     |

## Професійні досягнення
Обстежив понад 500 археологічних пам'яток Чернігівщини, організовував і керував експедиціями в Новгороді-Сіверському, Батурині, Шестовиці, Любечі. Автор понад 300 наукових статей з історії і археології давньоруських міст.

## Хобі
Колекціонував поштові марки — одна з найкращих колекцій на Чернігівщині. У молодості дуже багато читав фантастичної літератури, любив фантастичні фільми.
Мав прекрасну бібліотеку, здебільшого наукові праці.
Захоплювався фотографією.

## Наукові роботи
- Коваленко В. Життя і «Житіє» Св. Князя Михайла Чернігівського // Сіверянський літопис. — 1996. — Вип. 5. — С.92 — 100. (укр.)
- Коваленко В. ВІКІНГИ НА СХОДІ ЄВРОПИ: В ПОШУКАХ СЛАВИ ЧИ НОВОЇ БАТЬКІВЩИНИ [Архівовано 24 Вересня 2015 у Wayback Machine.] (укр.)
- Коваленко В. ИССЛЕДОВАНИЯ ЧЕРНИГОВСКОГО ДЕТИНЦА В 1989 Г. (соавтор: П. Н. Гребень) (рос.)
- Коваленко В. К ИСТОРИЧЕСКОЙ ТОПОГРАФИИ ЧЕРНИГОВСКОГО ДЕТИНЦА (рос.)
- Коваленко В. П. Чернигову 1300 лет [Архівовано 4 Квітня 2015 у Wayback Machine.] // Коваленко В. П., Коноваленко Л. П., Мельник С. М., Полетун Н. М., Сурабко Л. Ф., Фальчевская В. Д. — К.:Наукова думка. — 1990. —  338с. (рос.)